# Sórjú
Sórjú (japonsky 蒼龍) byla první ze dvou letadlových lodí stejnojmenné třídy japonského císařského námořnictva. Byla první velkou japonskou letadlovou lodí stavěnou od počátku jako letadlová loď.
Zúčastnila se druhé čínsko–japonské války. Celou svoji kariéru za druhé světové války strávila ve 2. divizi letadlových lodí (第二航空戦隊 Dai-ni Kókú Sentai) 1. letecké floty (第一航空艦隊 Dai-iči Kókú Kantai) Nagumova úderného svazu letadlových lodí (機動部隊 Kidó Butai). Zúčastnila se útoku na Pearl Harbor a poté podpořila japonský druhý pokus o dobytí atolu Wake. Podporovala invazi na Ambon v lednu 1942 a zúčastnila se náletu na Port Darwin a invaze na Jávu. Zúčastnila se výpadu do Indického oceánu a bitvy u Midway, kde byla 4. června 1942 těžce poškozena střemhlavými bombardéry z USS Yorktown a večer téhož dne potopena vlastním torpédoborcem Isokaze.

## Vývoj a provedení

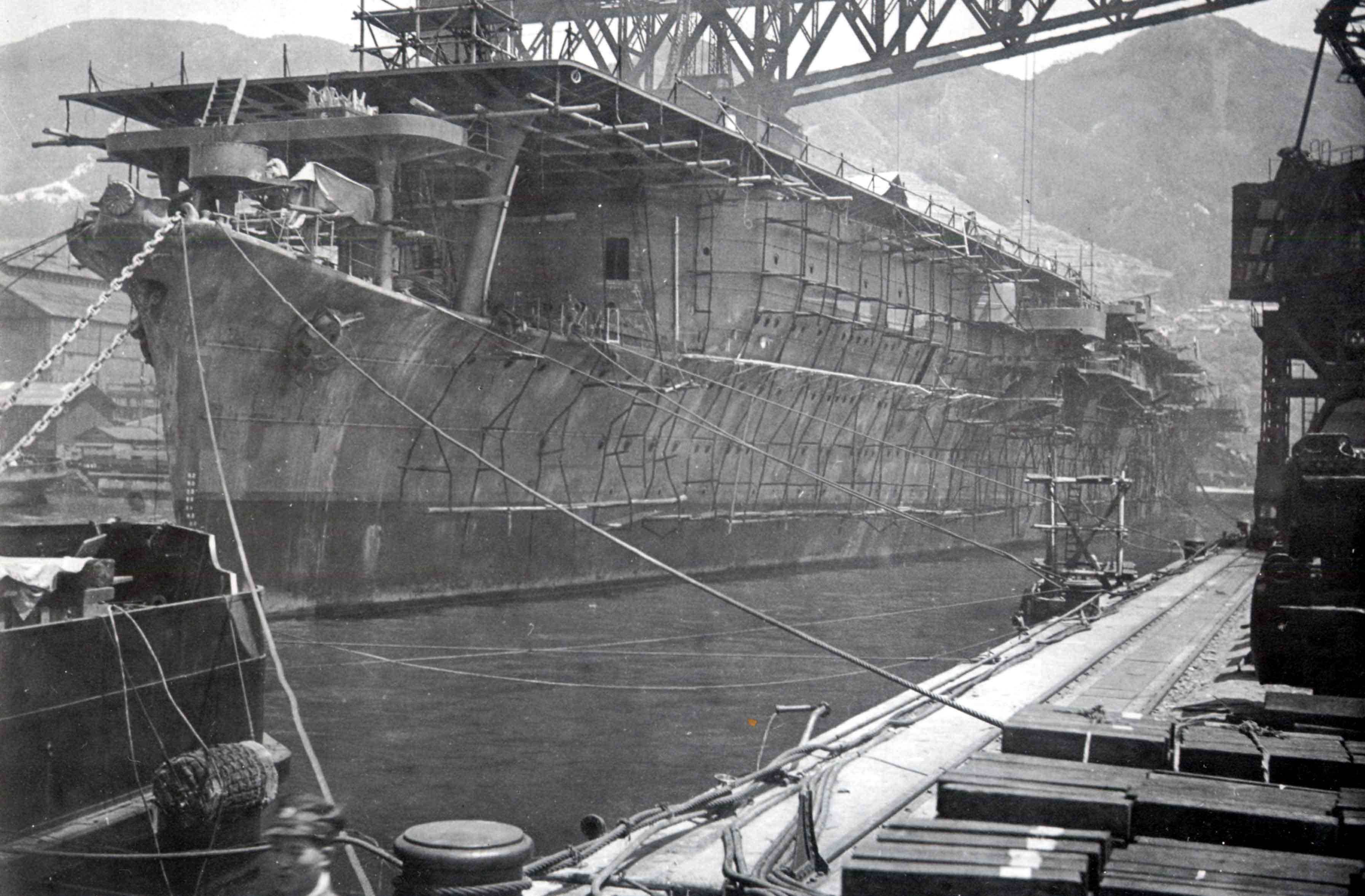
Rozestavěná Sórjú v Kure na jaře 1937

Sórjú byla první ze dvou letadlových lodí stejnojmenné třídy. Její sesterská loď Hirjú však byla značně odlišná. Sórjú byla první japonskou velkou letadlovou lodí, která byla od počátku stavěna jako letadlová, neboť předchozí Hóšó a Rjúdžó byly lehké letadlové lodě a Akagi a Kaga byly přestavěný bitevní křižník a bitevní loď. Právě díky tomu, že se již od počátku počítalo s konstrukcí letadlové lodě, byl dvoupatrový uzavřený hangár částečně zapuštěn do trupu a tím snížena silueta celého plavidla v porovnání s přestavbami Akagi a Kaga. Sórjú měla nízkou kliprovou příď, která byla – obdobně jako na Rjúdžó – na rozbouřeném moři zaplavována. Právě horší plavební vlastnosti na neklidném moři byly daní za rychlost – se svými 34,5 uzly (63,89 km/h) byla Sórjú v době svého uvedení do služby nejrychlejší japonskou letadlovou lodí.

## Označování letounů palubní skupinySórjú
Letouny palubní skupiny Sórjú (蒼龍飛行機隊 Sórjú hikókitai) byly v průběhu služby letadlové lodě označovány na kýlovce kódem, dle následujícího schématu: [kód Sórjú]-[taktické číslo]. Identifikační kód Sórjú se v průběhu služby měnil: na přelomu 30. a 40. let ho tvořilo písmeno W, písmeno a římská číslice QI, případně VII. Na základě dílčí reorganizace Spojeného loďstva v roce 1940 se kódem Sórjú stala kombinace písmena a římské číslice BI. V rámci této reorganizace přibyl jako identifikační prvek pro palubní skupinu Sórjú navíc jeden modrý pruh na trupu letounu. V souvislosti se ztrátou vůdčí pozice ve 2. divizi letadlových lodí na počátku května 1941 je možné – ale nepravděpodobné, jak píše Smith – že se značení změnilo na BII a dva modré pruhy. Vzhledem k nedostatku času ale pravděpodobně k přeznačení letounů nedošlo.

## Služba

### Za II. světové války

#### Útok na Pearl Harbor a Wake (prosinec 1941)
Sórjú – jakožto vlajková loď kontradmirála Tamon Jamagučiho – opustila Hittokappskou zátoku 26. listopadu 1941 a spolu s ostatními plavidly Kidó Butai zamířila k Havajským ostrovům. V ranních hodinách 7. prosince vyslala z pozice 26° s. š., 158° z. d. své letouny ve dvou vlnách k útoku na Pearl Harbor. V první vlně poslala do útoku osm stíhacích Micubiši A6M2 „Zero“ poručíka (大尉 tai'i) Masadži Suganamiho, deset bombardérů Nakadžima B5N2 „Kate“ poručíka Heidžiro Abeho vyzbrojených 800kg protipancéřovými pumami a dalších osm „Kate“ poručíka Cujoši Nagaije vyzbrojených torpédy. Stíhaček mělo být o jednu více, ale jedno „Zero“ kvůli technickým problémům neodstartovalo. Stíhači ze Sórjú zaútočili na zaparkované letouny na Barbers Point, Wheeler Field a Ewa. „Kate“ s pumami zaútočily na bitevní lodě USS Nevada, USS Tennessee a USS West Virginia, zatímco torpédonosné „Kate“ zaútočily na cvičnou bitevní loď USS Utah, bitevní loď USS California a lehké křižníky USS Helena a USS Raleigh. Pro Sórjú se první vlna obešla beze ztrát.
Do druhé vlny přispěla Sórjú devíti „Zero“ poručíka Fusata Iidy a osmnácti střemhlavými bombardéry Aiči D3A1 „Val“ korvetního kapitána (少佐 šósa) Takašige Egusy. Jedna „Val“ se ale po startu musela kvůli technickým problémům vrátit a tak k cíli pokračovalo pouze sedmnáct střemhlavých bombardérů. „Zera“ napadla námořní leteckou základnu Kaneohe a „Val“ zaútočily na loděnici, Californii, Raleigh a prchající Nevadu. Z druhé vlny se na Sórjú nevrátila tři „Zera“ (Fusata Iida BI-151, Saburo Išii BI-153 a Šuniči Acumi BI-1xx) a dvě „Val“.

#### Mezi Indickým oceánem a Midwayí (duben a květen 1942)
5. divize letadlových lodí (Šókaku a Zuikaku) se odpojila, aby se zúčastnila podpory operace MO (vylodění v Port Moresby, které ale bylo zabráněno bitvou v Korálovém moři). Bez ní se zbytek Kidó Butai pustil 19. dubna do neúspěšného pronásledování ustupujících amerických letadlových lodí USS Enterprise a USS Hornet, které den předtím pronikly japonskou obranou a umožnily tak šestnácti bombardérům B-25B Mitchell zaútočit na Japonsko. Do Haširadžimy se vrátila 22. dubna.
Počátkem května se kontradmirál Tamon Jamaguči přesunul na Hirjú a Sórjú tak přišla o status vlajkové letadlové lodě 2. divize letadlových lodí.

#### Bitva u Midway (květen a červen 1942)
Není-li uvedeno jinak, jsou data a časy uváděny v Midwayském časovém pásmu, tedy GMT-11
Dne 27. května ráno opustila kotviště v Haširadžimě a spolu se třemi dalšími letadlovými loděmi Nagumovy Kidó Butai (Akagi a Kaga a Hirjú) vyplula vstříc svému osudu v bitvě u Midway. Na palubě měla 18 stíhaček A6M2 „Zero“ své palubní skupiny, které doplňovaly tři A6M2 od 6. kókútai a které byly určeny k umístění na Midway po jejím dobytí. Dále nesla 15 střemhlavých bombardérů D3A1 „Val“, 18 torpédových bombardérů B5N2 „Kate“ a jeden či dva předsériové průzkumné D4Y1-C Suisei.
Velitelem palubní skupiny Sórjú na její poslední akci byl Takašige Egusa, velitelem stíhačů byl Masadži Suganami, střemhlavým bombardérům velel Masatake Ikeda a torpédovým bombardérům Heidžiró Abe.
Dne 10. srpna 1942 byla vyškrtnuta ze seznamu lodí japonského císařského námořnictva.